# Asseler Wald
Asseler Wald este o arie protejată (arie specială de conservare — SAC, sit de importanță comunitară — SCI) din Germania întinsă pe o suprafață de 136,51 ha, integral pe uscat.

## Localizare
Centrul sitului Asseler Wald este situat la coordonatele 51°30′36″N 9°02′29″E / 51.51°N 9.0414°E.

## Înființare
Situl Asseler Wald a fost declarat sit de importanță comunitară în august 1999 pentru a proteja un număr necunoscut de specii din flora spontană și fauna sălbatică aflate în arealul zonei. Situl a fost protejat și ca arie specială de conservare în martie 2002.

## Biodiversitate
Situată în ecoregiunea continentală, aria protejată conține 3 habitate naturale: Păduri de fag Asperulo-Fagetum, Păduri de fag din Europa Centrală dezvoltate pe sol calcaros cu Cephalanthero-Fagion, Păduri aluvionare cu Alnus glutinosa și Fraxinus excelsior (Alno-Padion, Alnion incanae, Salicion albae).
La baza desemnării sitului se află un număr nedeclarat de specii protejate.